# Atractor
Un atractor és el conjunt cap al qual el sistema evoluciona després d'un temps prou llarg. Perquè el conjunt sigui un atractor, les trajectòries que li siguin prou properes han de romandre pròximes encara que siguin lleugerament pertorbades. Geomètricament, un atractor pot ser un punt, una corba, una varietat o fins i tot un conjunt complicat d'estructura fractal conegut com a atractor estrany. La descripció d'atractors de sistemes dinàmics caòtics ha estat un dels grans èxits de la teoria del caos.
La trajectòria del sistema dinàmic en l'atractor no ha de satisfer cap propietat especial, excepte la de romandre en l'atractor; pot ser periòdica, caòtica o de qualsevol altre tipus.

## Definició
Els sistemes dinàmics solen ser definits en termes d'equacions diferencials. Aquestes equacions descriuen el comportament del sistema per a un període breu. Per determinar el comportament del sistema per períodes més llargs cal integrar les equacions, ja sigui analíticament o per mètodes numèrics (iteració), per als quals s'ha fet imprescindible l'ajuda dels ordinadors.
Els sistemes dinàmics procedents d'aplicacions físiques tendeixen a ser dissipatius: si no fos per alguna força externa el moviment cessaria. La dissipació pot procedir de fricció interna, pèrdues termodinàmiques o pèrdua de material, entre d'altres causes. La dissipació i la força externa tendeixen a combinar-se per eliminar el transitori inicial i fer entrar el sistema en el seu comportament típic. La part de l'espai de fases del sistema dinàmic que correspon al comportament típic és l'atractor.
Els conjunts invariants i els conjunts límit són conceptes molt relacionats amb el d'atractor:
- Un conjunt invariant és un conjunt que evoluciona cap a si mateix quan està subjecte a la legalitat del sistema dinàmic. Els atractors poden contenir conjunts invariants.
- Un conjunt límit és l'estat al qual arriba el sistema després d'un temps infinit. Els atractors són conjunts límit, però no tots els conjunts límit són atractors: és possible que un sistema convergeixi cap a un conjunt límit, però que, un cop instal·lat, pateixi petites pertorbacions que l'allunyin definitivament del conjunt.

Per exemple, el pèndol real té dos punts invariants: el punt x 0 de mínima altura i el punt x 1 de màxima altura. El punt x 0 és també un conjunt límit, ja que les trajectòries hi convergeixen, el punt x 1 no és un cicle límit. A causa de la dissipació, el punt x 0 és també un atractor. Si no hi ha dissipació, x 0 no seria un atractor.

### Definició matemàtica
En un sistema dinàmic amb dinàmica f(t, •), l'atractor Λ és un subconjunt de l'espai de fases tal que:
- existeix un entorn de Λ, anomenat conca d'atracció, en el qual convergeix qualsevol sistema obert que contingui Λ, y
- f(t, Λ) ⊃ Λ per a t prou gran.

Comunament, es considera l'atractor com un conjunt tancat format pelspunts d'acumulació o convergència de les òrbites, així l'atractor pròpiament dit es pot definir com a:

{\displaystyle \Lambda =\bigcap _{t>t_{0}}^{\infty }f(t,\Lambda _{t_{0}})=\bigcap _{t>t_{0}}^{\infty }\Lambda _{t}}

Sent {\displaystyle \Lambda _{t_{0}}\;} qualsevol conjunt invariant tal que:

{\displaystyle \Lambda _{t_{0}}\supseteq f(t,\Lambda _{t_{0}})}

## Tipus d'atractors
Els atractors són parts de l'espai de fases del sistema dinàmic. Fins als anys 60, es va creure que els atractors eren conjunts geomètrics de l'espai de fases (punts, línies, superfícies o volums) i que els conjunts topològicament estranys eren fràgils anomalies. Stephen Smale va demostrar que el seu mapa de ferradura de cavall (ferradura de Smale) era estructuralment robusta i que el seu atractor tenia l'estructura d'un conjunt de Cantor.
El punt fix i el cicle límit són atractors simples o clàssics. Quan els conjunts són complicats de descriure, ens trobem davant d'un atractor estrany.

### Atractors clàssics
En els atractors clàssics, totes les trajectòries convergeixen en un únic punt, és a dir, totes les trajectòries acaben en un estat estacionari.

#### Punt fix
Un punt fix o punt d'equilibri és el punt corresponent a l'estat del sistema que roman constant el temps.
Exemples: l'estat final d'una pedra que cau, un pèndol o un got amb aigua.

#### Cicle límit
Un cicle límit és una òrbita periòdica del sistema que està aïllada.
Exemples: el circuit de sintonia d'una ràdio.

#### Tor límit
Una trajectòria periòdica d'un sistema pot ser governada per més d'una freqüència. Si dues d'aquestes freqüències formen una fracció irracional (és a dir, si són incommensurables), la trajectòria no es tancarà i el cicle límit es convertirà en un tor.

### Atractor estrany
A diferència dels atractors clàssics, els atractors estranys tenen estructura en totes les escales. Un atractor és estrany si té dimensió de Hausdorff no sencera (o fractal) o si la dinàmica en l'atractor és caòtica.

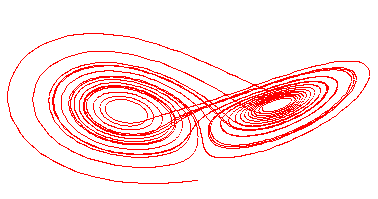
Atractor de Lorenz

Exemples: atractor d'Hénon, atractor de Rössler, atractor de Lorenz